# Tasa de interés
En economía, la tasa de interés o tipo de interés hace referencia a la cantidad que se abona en una unidad de tiempo por cada unidad de capital invertido. También puede decirse que es el interés de una unidad de moneda en una unidad de tiempo o el rendimiento de la unidad de capital en la unidad de tiempo.

## Aspectos históricos sobre el cobro de intereses
Históricamente el cobro de intereses estaba considerado ilícito o injusto y pecaminoso. Sin embargo este punto de vista ha ido cambiando hasta llegar a considerarse habitual e incluso virtuoso en la actualidad.

### Deuda e interés en las religiones abrahámicas
En la tradición de las religiones abrahámicas (judaísmo, cristianismo e islam), el cobro de intereses por una deuda es un pecado cuyo culpable es el banquero que presta con interés y usura, no el deudor que ha necesitado pedir un préstamo. Según desarrolla González Faus (2012) a partir de los apuntes de Walter Benjamin, el rico ya habría cubierto sus necesidades, el resto de su dinero ya no es suyo y es él quien está en la obligación (deuda) de devolverlo. La tradición judeocristiana recoge con claridad las medidas bíblicas sobre el interés y caducidad de las deudas. Desde este punto de vista, el capitalismo es una religión culpabilizadora basada en la deuda, cuyo culpable es el deudor. González Faus plantea que la explicación más razonable de la crisis del cristianismo en el mundo rico es la idolatría del capitalismo, y no la laicidad de la que están tan preocupados los responsables eclesiásticos.

### Edad Media - Pecado de usura
En la Edad Media europea persiste la tradición judeocristiana y el cobro de interés se considera por las doctrinas católicas inaceptable ya que el tiempo, con el que juega el cobro de intereses se consideraba propiedad divina por lo que cobrar entonces por el uso temporal de un objeto o dinero era considerado comerciar con la propiedad de Dios, lo que hizo que su cobro fuese prohibido bajo pena de excomunión. Posteriormente, Tomás de Aquino adujo que cobrar interés es un cobro doble: por la cosa y por el uso de la cosa. Consecuentemente, cobrar interés llegó a ser visto como el pecado de Usura.[cita requerida]

### Renacimiento - aparición del beneficio mutuo como aceptable
Esta situación empezó a cambiar durante el Renacimiento. Los préstamos dejaron de ser principalmente para el consumo y empezaron (junto al movimiento de dineros) a desempeñar un papel importante en la prosperidad de ciudades y regiones. Frente a eso, la escuela de Salamanca propone una nueva visión del interés: si el que recibe el préstamo lo hace para beneficiarse, el que lo otorga tiene derecho a parte de ese beneficio dado que no solo toma un riesgo pero también pierde la oportunidad de beneficiarse de ese dinero usándolo de otra manera, el llamado coste de oportunidad.[cita requerida]
Con esas nuevas proposiciones se empiezan a crear las bases para la percepción del dinero como una mercadería, la cual, como cualquier otra, puede ser comprada, vendida o arrendada. Una importante contribución a esta visión se origina con Martín de Azpilcueta, uno de los más prominentes miembros de esa escuela. De acuerdo con él, un individuo prefiere recibir un bien en el presente a recibirlo en el futuro. Esa "preferencia" implica una diferencia de valor, así, el interés representa un pago por el tiempo que un individuo es privado de ese bien.

### Época moderna
Los primeros estudios formales del interés se encuentran en los trabajos de Mirabeau, Jeremy Bentham y Adam Smith durante el nacimiento de las teorías económicas clásicas. Para ellos, el dinero está sujeto a la ley de la oferta y demanda transformándose, por así decirlo, en el precio del dinero. Posteriormente, Karl Marx ahonda en las consecuencias de esa transformación del dinero en mercancía, que describe como la aparición del capital financiero.
Esos estudios permiten, por primera vez, al Banco Central de Francia intentar controlar la tasa de interés a través de la oferta de dinero (cantidad de dinero en circulación) con anterioridad a 1847.
A comienzos del siglo XX, Irving Fisher incorpora al estudio del fenómeno diferentes elementos que lo afectan (tal como la inflación) introduciendo la diferencia entre las tasas de interés nominal y real, véaste Hipótesis de Fisher. Fisher retoma la idea de la escuela de Salamanca y aduce que el valor tiene una dimensión no solo cuantitativa sino también temporal. Para este autor, la tasa de interés mide la función entre el precio futuro de un bien en relación con el precio actual en términos de los bienes sacrificados ahora a fin de obtener ese bien futuro.
En la actualidad la concepción de la tasa de interés tanto entre académicos como en la práctica en instituciones financieras está fuertemente influida por las visiones de John Maynard Keynes y Milton Friedman.

## Los tipos de interés como instrumento de la política monetaria
Desde el punto de vista de la política monetaria del Estado, una tasa de interés alta incentiva a la inversión y una tasa de interés baja incentiva el consumo. De ahí la intervención estatal sobre los tipos de interés a fin de fomentar ya sea el ahorro o el consumo, de acuerdo a objetivos macroeconómicos generales.
Dado lo anterior, las tasas de interés "reales", al público quedan fijadas por:
- La tasa de interés fijada por el banco central de cada país para préstamos (del Estado) a los otros bancos o para los préstamos entre los bancos (la tasa interbancaria). Esta tasa corresponde a la política macroeconómica del país (generalmente es fijada a fin de promover el crecimiento económico y la estabilidad financiera).
- La situación en los mercados de acciones de un país determinado. Si los precios de las acciones están subiendo, la demanda por dinero (a fin de comprar tales acciones) aumenta, y con ello, la tasa de interés.
- La relación a la "inversión similar" que el banco habría realizado con el Estado de no haber prestado ese dinero a un privado. Por ejemplo, las tasas fijas de hipotecas están referenciadas con los bonos del Tesoro a 30 años.

### Aspectos macroeconómicos de los tipos de interés
La macroeconomía se interesa por la influencia de los tipos de interés en otras variables de la economía, en particular con:
- La producción y el desempleo.
- El dinero y la inflación o deflación.

### Tasa de interés, ganancia como clave de la economía
La tasa de interés, expresada en porcentajes, representa un balance entre el riesgo y la posible ganancia (oportunidad) de la utilización de una suma de dinero en una situación y tiempo determinado. En este sentido, la tasa de interés es el precio del dinero, el cual se debe pagar/cobrar por tomarlo prestado/cederlo en préstamo en una situación determinada. Si las tasas de interés fueran las mismas tanto para depósitos en bonos del Estado, cuentas bancarias a largo plazo e inversiones en un nuevo tipo de industria, nadie invertiría en acciones o realizaría depósitos en un banco. Tanto la industria como el banco pueden ir a la bancarrota, un país no. Por otra parte, el riesgo de la inversión en una empresa determinada es mayor que el riesgo de un banco. Por lo tanto la tasa de interés será menor para bonos del Estado que para depósitos a largo plazo en un banco privado, la que a su vez será menor que los posibles intereses ganados en una inversión industrial.

### Tipos de interés de los valores de mercado
El mercado, en el que se negocian valores tales como bonos, acciones, futuros, etc., por efecto de la oferta y la demanda, fija para cada clase de activos un tipo de interés que depende de factores tales como:
- Las expectativas existentes sobre la tasa de inflación y, en su caso, de la deflación.
- El riesgo asociado al tipo de activo: los inversores exigen un tipo de interés mayor como contrapartida por asumir mayores riesgos.
- La preferencia por la liquidez: cuanto menos líquido sea el activo, mayor compensación exigirán los inversores. Por este motivo los inversores suelen exigir retribuciones mayores por inversiones a mayor plazo.

## Clasificación y concepto de los tipos de interés

### Las tasas de interés bancarias: activa, pasiva y preferencial
En el contexto de la banca se trabaja con tasas de interés distintas:
- Tasa de interés activa: Es el porcentaje que las instituciones bancarias, de acuerdo con las condiciones de mercado y las disposiciones del banco central, cobran por los diferentes tipos de servicios de crédito a los usuarios de los mismos. Son activas porque son recursos a favor de la banca.
- Tasa de interés pasiva: Es el porcentaje que paga una institución bancaria a quien deposita dinero mediante cualquiera de los instrumentos que para tal efecto existen.
- Tasa de interés preferencial: Es un porcentaje inferior al "normal" o general (que puede ser incluso inferior al costo de fondeo establecido de acuerdo a las políticas del Gobierno) que se cobra a los préstamos destinados a actividades específicas que se desea promover ya sea por el gobierno o una institución financiera. Por ejemplo: crédito regional selectivo, crédito a pequeños comerciantes, crédito  a ejidatarios, crédito a nuevos clientes, crédito a miembros de alguna sociedad o asociación, etc.

### Tipos de interés nominales y reales
Los tipos de interés se modulan en función de la tasa de inflación. 
El tipo de interés real es la rentabilidad nominal o tasa de interés nominal de un activo descontando la pérdida de valor del dinero a causa de la inflación. Su valor aproximado puede obtenerse restando la tasa de inflación al tipo de interés nominal. 
Por lo tanto el tipo de interés nominal, que es el que aparece habitualmente como cantidad de interés en los créditos, incluiría tanto la tipo de interés real como tasa de inflación. Cuando el tipo de interés nominal es igual a la tasa de inflación, el prestamista no obtiene ni beneficio ni pérdida, y el valor devuelto en el futuro es igual al valor del dinero en el presente. El prestamista gana cuando el tipo de interés es alto y la inflación muy baja o inexistente.
Una tasa de inflación superior al tipo de interés nominal implica un tipo de interés real negativo y, como consecuencia, una rentabilidad negativa para el prestamista o inversor.
Sobre la relación entre las tasas de interés nominales y la inflación, véase Hipótesis de Fisher.

### Tasas de interés fijo e interés variable
Los conceptos de tipo de interés fijo y tipo de interés variable se utilizan en múltiples operaciones financieras, económicas e hipotecarias -como la compra de vivienda-.
La aplicación de interés fijo supone que el interés se calcula aplicando un tipo único o estable (un mismo porcentaje sobre el capital) durante todo lo que dura el préstamo o el depósito.
En la aplicación de interés variable el tipo de interés (el porcentaje sobre el capital aplicado) va cambiando a lo largo del tiempo. El tipo de interés variable que se aplica en cada periodo de tiempo consta de dos cifras o tipos y es el resultado de la suma de ambos: un índice o tipo de interés de referencia (p.e. Euríbor) y un porcentaje o margen diferencial.

### Tipo de interés positivo y negativo
Una tasa de interés es positiva cuando es superior a cero (0) y es negativa cuando es inferior a cero (0).
Habitualmente el interés es positivo pero también puede ser negativo. Cuando la economía se estanca los tipos de interés suelen bajar para así reanimar la economía —política monetaria anticíclica— pero cuando la bajada aún manteniéndose en cifras positivas no es suficiente los bancos centrales pueden bajar los tipos por debajo de cero para que así los depósitos —el ahorro— no solo no ofrezca rentabilidad sino que conlleva pérdidas y así se estimule el movimiento del dinero —en inversión—.

Evolución del Euribor a un año (rojo), a tres meses (azul) y a una semana (verde) desde enero de 1999 hasta 2016. Los picos máximos del euribor interanual se alcanzaron en 1994 (6,6%), 2000 (5,2%) y en 2008 (5,526%). Desde entonces se ha reducido significativamente hasta alcanzar valores negativos: el 20 de octubre de 2016 fue de -0,073% a un año, de 0,313% a tres meses y de -0,385 a una semana.

Evolución de Federal funds rate. La tasa de interés de fondos federales es la tasa de interés interbancario -tasa de interés, normalmente de ún día para otro- que cobran los bancos cuando se prestan entre sí. Desde la Crisis financiera de 2008 la Federal funds rate ha permanecido en cifras cercanas a cero y por debajo del 1%.

La Crisis financiera de 2008 y la Gran Recesión han llevado algunas tasas de interés en muchas zonas del mundo a niveles cercanos a cero e incluso a intereses negativos. En Europa el euribor, el tipo de interés del mercado interbancario del euro, descendió de cero alcanzándose un interés negativo durante el año 2016 (el 20 de octubre de 2016 fue de -0,073% a un año, de 0,313% a tres meses y de -0,385 a una semana). La Federal funds rate ha permanecido en cifras cercanas a cero y por debajo del 1% desde 2008.

## Modelos matemáticos
Existen multitud de modelos[¿cuál?] que tratan de explicar y modelar la estructura (o curva) temporal de los tipos de interés.[cita requerida]